# Archer & Company
Archer & Company war ein US-amerikanischer Importeur und Hersteller von Automobilen.

## Unternehmensgeschichte
Das Unternehmen aus New York City importierte Fahrzeuge von Hotchkiss et Cie aus Frankreich. Zwischen 1905 und 1906 entstanden selbst hergestellte Fahrzeuge, die als De Leon vermarktet wurden. Es ist nicht bekannt, wann das Unternehmen aufgelöst wurde.

## Fahrzeuge
Im Angebot stand nur ein Modell. Ein Vierzylindermotor mit 35 PS trieb über zwei Ketten die Hinterachse an. Die Karosserien waren offene Tourenwagen. Viele Teile kamen von französischen Zulieferern, so das Fahrgestell möglicherweise von Malicet & Blin.